# Argyrophis
Genre
Synonymes
- Asiatyphlops Hedges, Marion, Lipp, Marin & Vidal, 2014

Argyrophis est un genre de serpents de la famille des Typhlopidae. 

## Répartition
Les 12 espèces de ce genre se rencontrent en Asie du Sud-Est, en Asie du Sud et en Asie de l'Est.

## Liste d'espèces
Selon The Reptile Database (26 août 2014) :
- Argyrophis bothriorhynchus (Günther, 1864)
- Argyrophis diardii (Schlegel, 1839)
- Argyrophis fuscus ((Duméril), 1851)
- Argyrophis giadinhensis (Bourret, 1937)
- Argyrophis hypsobothrius (Werner, 1917)
- Argyrophis klemmeri (Taylor, 1962)
- Argyrophis koshunensis (Oshima, 1916)
- Argyrophis muelleri (Schlegel, 1839)
- Argyrophis oatesii (Boulenger, 1890)
- Argyrophis roxaneae (Wallach, 2001)
- Argyrophis siamensis (Günther, 1864)
- Argyrophis trangensis (Taylor, 1962)

## Taxinomie
Le genre Asiatyphlops a été placé en synonymie avec Argyrophis par Pyron et Wallach en 2014.

## Publication originale
- Gray, 1845 : Catalogue of the specimens of lizards in the collection of the British Museum, p. 1-289 (texte intégral).